# 윤순갑

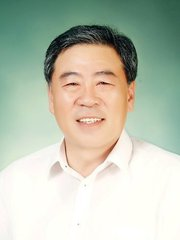
경북대학교 정치외교학과 윤순갑 교수

윤순갑(尹錞甲, 1956년 음력 12월 25일~)은 대한민국 경북대학교 정치외교학과 교수이다.

## 학력 및 경력
- 풍천초, 풍양중, 대건고등학교 졸업
- 경북대학교 정치외교학과 졸업
- 경북대학교 대학원 정치학과 석사, 박사 졸업
- 1981년 경북대학교 법정대학 학생회장
- 1997년 ~ 경북대학교 정치외교학과 교수
- 2002년 ~ 2003년 대한지방자치학회 부회장
- 2003년 ~ 2008년 경상북도 21세기 경북발전위원회 위원
- 2006년 한나라당 대구시당 공천 심사위원회 위원
- 2006년 ~ 2007년 美 University of Illinois 교환교수
- 2006년 ~ 2007년 대구광역시 의정비 심의위원회 위원
- 2006년 ~ 한국농아인협회 연구자문위원
- 2007년 ~ 2009년 대구광역시 수성구 의정비심의위원회 위원
- 2007년 ~ 대구광역시 서구 인사위원회 위원
- 2008년 ~ 2009년 경북대학교 학생처장
- 2008년 ~ 2010년 대구경북지역 혁신협의회 위원
- 2008년 ~ 대구광역시 수성구 공직자 윤리위원회 위원장
- 2008년 ~ 청산회 대구지회 자문위원
- 2009년 ~ 2010년 한국동양정치사상사학회 부회장
- 2009년 ~ 2010년 대한정치학회 회장
- 2010년 외무고시·행정고시 2차시험 출제위원
- 2010년 KNU(경북대학교) 미래혁신위원회 자문지원
- 2010년 ~ 2011년 한국정치학회 부회장

## 논문 및 저서 목록
논문
- '1996' '고대 중국의 정지척 현실주의',「한국정치학회보」
- '1996' '개화사상의 정치이념적 구조', 「한국정치학회보」
- '1997' '탈냉전과 통일을 지양한 정치교육', 「대한정치학회보」
- '1998' '조선조 후기 실학사상의 배경', 「대한정치학회보」
- '1998' '한국 시민사회의 성장과정 연구',「사회과학」
- '1999' '초기 개화파의 정치적 현실 인식',「한국정치외교사논총」
- '1999' '조선조 후기 실학파의 정치적 현실인식',「한국동북아논총」
- '2000' '통일환경의 변화와 정치교육의 방향',「대한정치학회보」
- '2002' '국제화전략으로서 한말 개화정책연구',「대한정치학회보」
- '2002' '지방선거에서 유권자의 역할과 선택',「한국지방자치연구」
- '2003' '지방분권과 지역혁신',「대구경북포럼」
- '2003' '서구의 충격과 외압에 대한 발상의 제형태',「동양정치사상사」
- '2004' '석주 이상룡의 사회진화론 수용과 국가주의',「대한정치학회보」
- '2005' '남북한의 경제력과 통일정책의 변화',「대한정치학회보」
- '2005' '민선자치와 풀뿌리 민주주의',「대경포럼」
- '2005' '1920년대 안동지역 사회주의세력의 민족해방운동',「한국동북아논총」
- '2005' '80년대 대구지역 학생운동의 문화적 상황',「대한정치학회보」
- '2006' '"대구 · 경북지역민의 정체성에 관한 연구',「대구경북학연구농총」
- '2007' '"대구 · 경북지역민의 정체성에 관한 연구',「동서사상」
- '2008' '한말 한국사회에서 민주주의 수용',「대한정치학회보」
- '2010' '위정척사파의 정치적 현실인식',「퇴계학과 한국문화」
- '2011' '형벌 제도에 대한 정당성 문제: 헤겔의 형벌이론을 중심으로', 「대한정치학회보」 外 다수

저서
- '1994',「현대사상과 정치이데올로기」, 대영출판사(역서)
- '1998',「정치학의 이해」, 형설출판사
- '2000',「2 · 28 민주운동사」, 2 · 28 특별기념사업회
- '2005',「한국정치사상사」, 백산서당
- '2005',「정치학의 이해」, 법문사
- '2005',「근현대 대구경북지역 사회변동과 사회운동 1, 2, 3」, 정림사
- '2010',「고전으로 본 인간」, 경북대학교 출판부 外 다수